# Marc Popil·li Lenat (cònsol 316 aC)
Marc Popil·li Lenat (llatí: Marcus Popillius M. f. M. n. Laenas) va ser un magistrat romà. Era fill de Marc Popil·li Lenat, que va ser cònsol l'any 359 aC. Formava part de la família dels Popil·li Lenat, una branca de la gens Popíl·lia, una antiga gens romana d'origen plebeu.
Va ser cònsol l'any 316 aC.